# Рейнгард, Владимир Васильевич
Владимир Васильевич Рейнгард (1850 (или 1856)—1912, Харьков Харьковская губерния Российская империя) — русский зоолог, родной брат ботаника и альголога Людвига Рейнгарда.

## Биография
Родился в 1850 году (по некоторым другим данным — в 1856 году). Окончил Харьковский университет, после чего переехал в Одессу, где работал в Новороссийском университете. Чуть позже на некоторое время переехал в Париж, где работал в Пастеровском институте. В 1885 году возвратился в Харьков и вновь переступил порог Харьковского университета в качестве профессора. Данную должность он занимал до смерти.
Скончался в 1912 году в Харькове.

## Научные работы
Основные научные работы посвящены эмбриологии и систематике. Владимир Рейнгард являлся сторонником дарвинизма, автор 1 монографии.
- Изучал строение и развитие пресноводных мшанок, эмбриональное развитие рыб.
- 1874 — Исследовал анатомическое строение и место в системе животного мира малоизученного класса киноринхи.
- Широкий интерес у публики вызвала его работа по паукообразным.

### Публикации
- «Kinorhyncha, их анатомическое строение и положение в системе» (1885).